# Ronald Raldes
Ronald Raldes   (Santa Cruz de la Sierra, 20 d'abril de 1981) és un futbolista bolivìà de la dècada de 2010.
Fou 89 cops internacional amb la selecció de Bolívia.
Pel que fa a clubs, defensà els colors de Destroyers, Oriente Petrolero, CA Rosario Central, Cruz Azul, Maccabi Tel Aviv FC i Colón.